# 珍妮 (喬治亞州)
珍妮（英語：Jennie）是位於美國喬治亞州埃文斯縣的一個非建制地區。該地的面積和人口皆未知。

## 地理
珍妮的座標為32°03′03″N 81°53′20″W / 32.05083°N 81.88889°W，而該地的平均海拔高度為55米（即180英尺）。